# Hatamus spinosus
Hatamus spinosus är en skalbaggsart som beskrevs av Voirin 1997. Hatamus spinosus ingår i släktet Hatamus och familjen Dynastidae. Inga underarter finns listade i Catalogue of Life.